# هنس وگنر
هنس یورگنسن وگنر (به دانمارکی: Hans Jørgensen Wegner)؛ (زادۀ ۲ آوریل ۱۹۱۴ میلادی – درگذشتۀ ۲۶ ژانویه ۲۰۰۷ میلادی) یک طراح مبلمان اهل دانمارک بود. کار او، همراه با تلاش هماهنگ چند تن از سازندگانش، به محبوبیت بین‌المللی طراحی دانمارکی در اواسط قرن کمک کرد. سبک او اغلب به عنوان کارکرد ارگانیک، یک مکتب مدرنیستی با تأکید بر عملکرد توصیف می‌شود. این مکتب فکری عمدتاً در کشورهای اسکاندیناوی با مشارکت پوئل هنینگسن، آلوار آلتو و آرنه یاکوبسن پدید آمد.

وگنر به دلیل کار زیادش در طراحی صندلی به عنوان «پادشاه صندلی‌ها» شناخته شده‌ است. او در طول زندگی خود بیش از ۵۰۰ صندلی مختلف را طراحی کرد که بیش از ۱۰۰ عدد از آن‌ها به تولید انبوه رسید و بسیاری از آن‌ها به نمادهای طراحی شناخته شده تبدیل شدند.
«اگر فقط می‌توانستید فقط یک صندلی خوب در زندگی خود طراحی کنید … اما به سادگی نمی‌توانید.»

— هنس وگنر
وگنر در طول زندگی خود چندین جایزۀ بزرگ طراحی دریافت کرد، از جایزۀ لونینگ در سال ۱۹۵۱ میلادی و جایزۀ بزرگ سه‌سالانه میلان در همان سال، تا مدال شاهزاده یوجین در سوئد و مدال اکرسبرگ دانمارکی. در سال ۱۹۶۹ میلادی، او به عنوان طراح افتخاری سلطنتی برای صنعت توسط انجمن سلطنتی هنر در لندن انتخاب شد.